# Sedum nanum
Sedum nanum är en fetbladsväxtart som beskrevs av Pierre Edmond Boissier. Sedum nanum ingår i Fetknoppssläktet som ingår i familjen fetbladsväxter. Inga underarter finns listade i Catalogue of Life.